# 馬自達B360
馬自達B360是1961年至1968年間由日本東洋工業（馬自達汽車前身）製造發售的商用輕型貨車/卡車。雖然發售日期比K360晚，但是兩種車款具有互補作用，於是一併在市場上販售。
鼻子突出的車頭造型相當有特色，區分成卡車（原廠開發代號KBBA33）與廂型車（原廠開發代號KBBAV）兩種車體，其中廂型車型被日本消費者暱稱為「B-Van」（（日語）ビーバン）。
1960年代開始以馬自達B360之名外銷，搭載356c.c. BA型引擎，另有排氣量較大的577c.c. EA型的馬自達B600一同外銷。

## 概要與歷史
1961年 - 2月開始上市，引擎採用跟R360 Coupe及K360相同的356c.c.氣冷式OHV四衝程V型雙缸BA型引擎，最大馬力13ps。
1962年 - 9月進行小改款，變更為358c.c.水冷式OHV直列四缸DA型引擎，最大馬力20ps。
1966年 - 10月又實行小改款，將車頭造型修飾得更現代化。
1968年 - 11月停止生產，後繼車款為馬自達Porter。

### 在緬甸組裝生產
這款車和引擎擴缸至577c.c.的馬自達B600，以及三輪車型式的馬自達T600、馬自達K360等車款在1960年代曾外銷至緬甸。後來馬自達在1973年將前述車型的機械設備出售給其國營企業「緬甸汽車與柴油引擎工業有限公司」（Myanmar Automobile and Diesel Engine Industries，縮寫成MADI），開始於當地100%生產組裝，直至1990年代中期才停產。2011年緬甸改革開放之前，K360、B360等車款無處不在，這些車款多半被漆上藍色作為計程車。

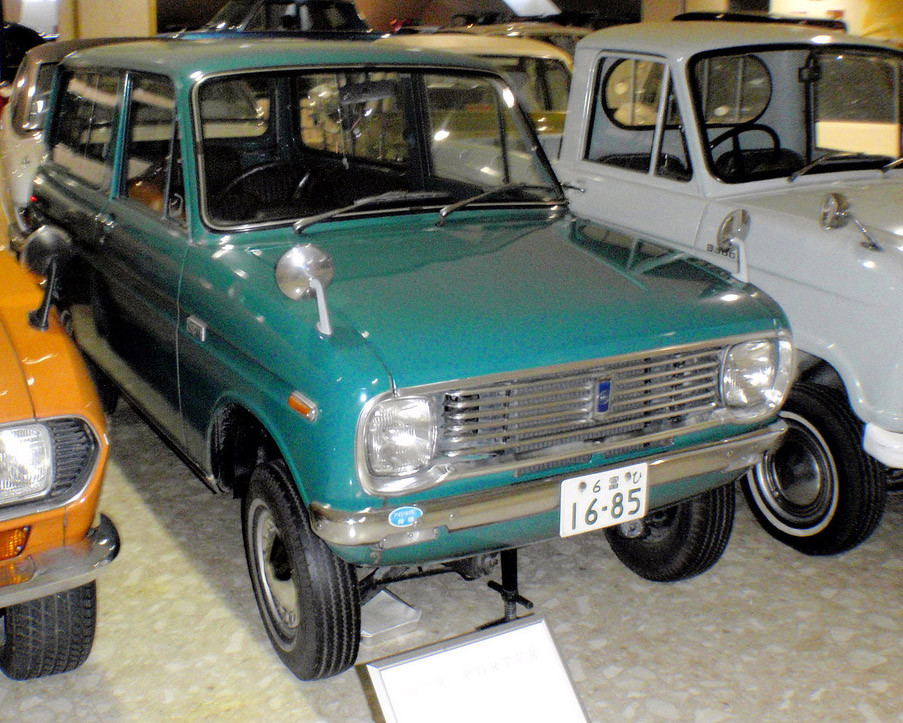
馬自達B360車頭，攝於日本汽車博物館
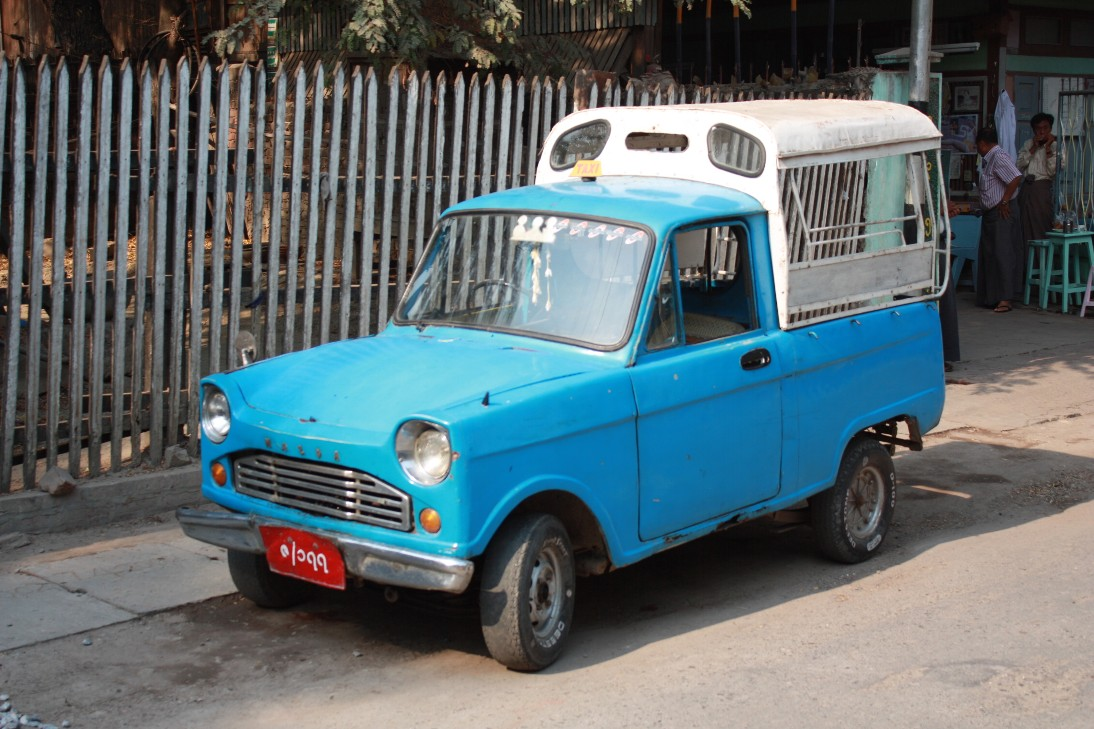
作為計程車之用的B360，攝於緬甸曼德勒
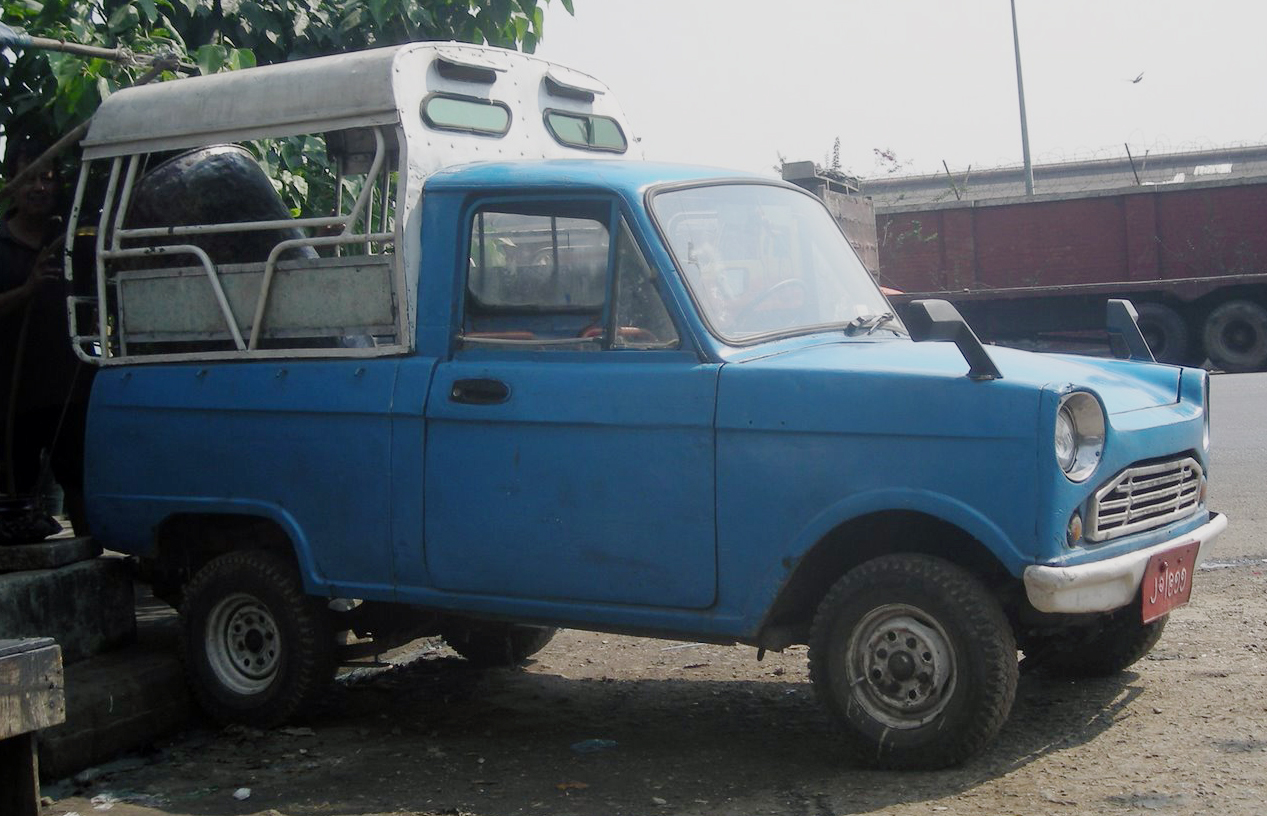
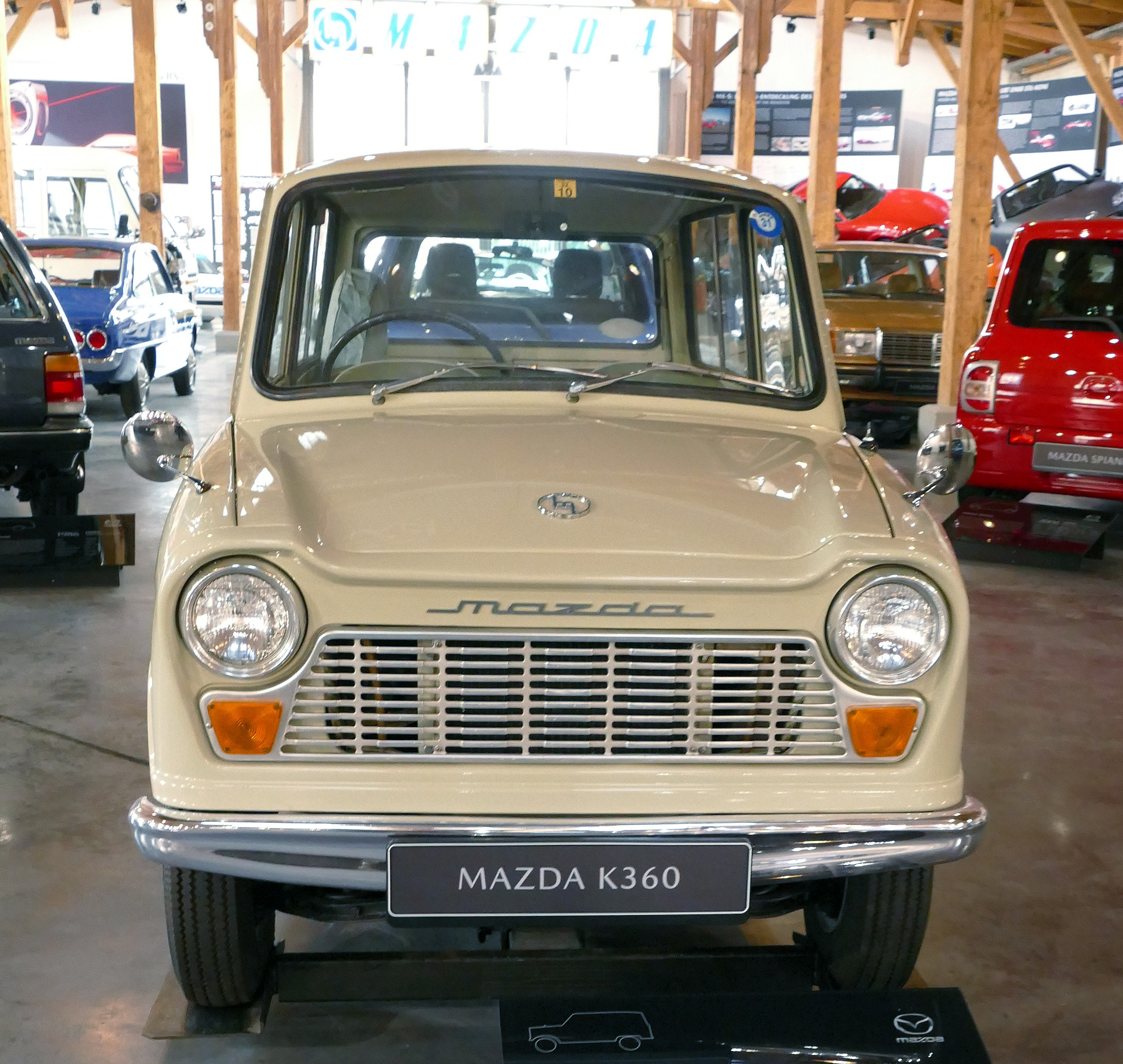
收藏於孚雷馬自達古董車博物館的B360車頭
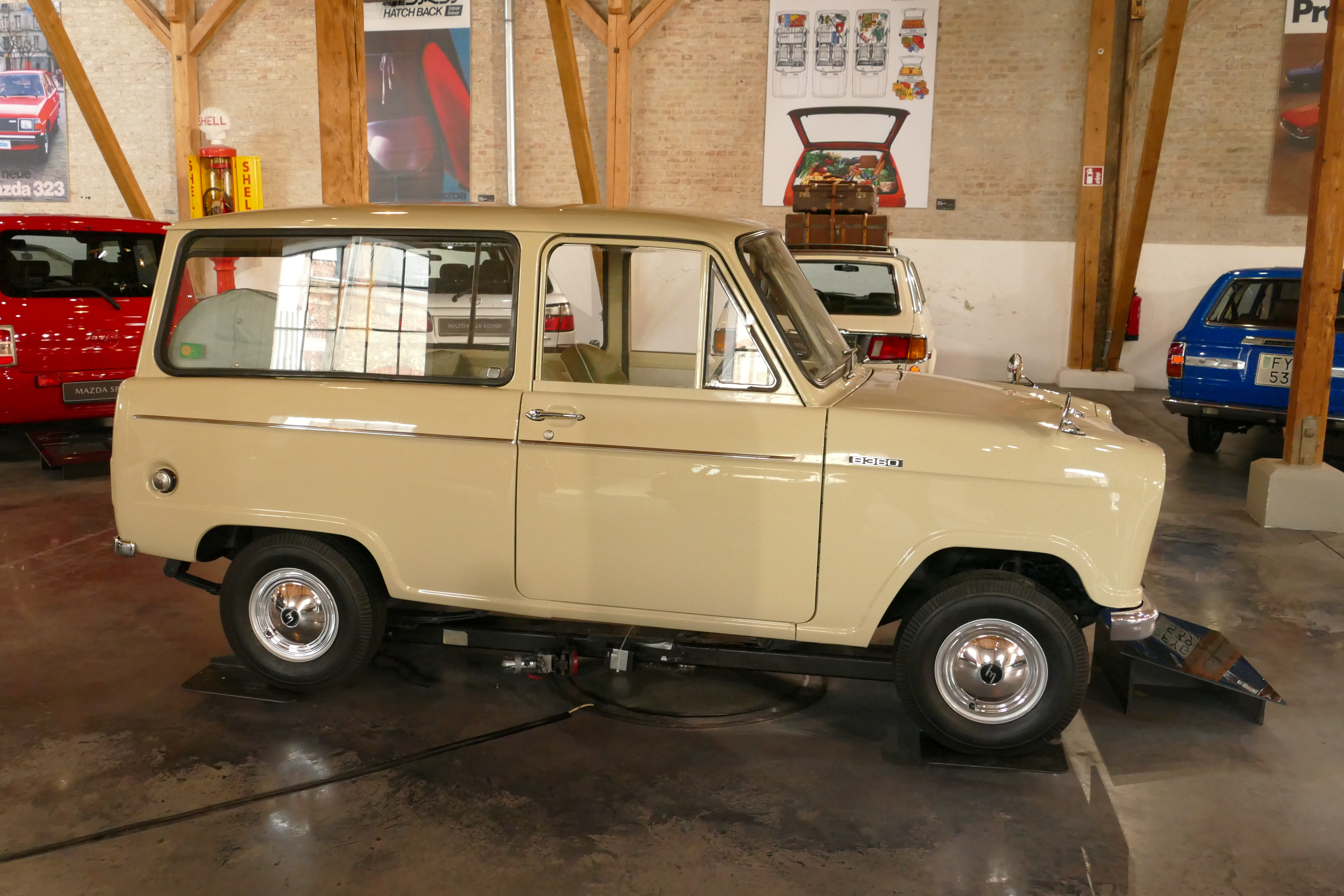
車側
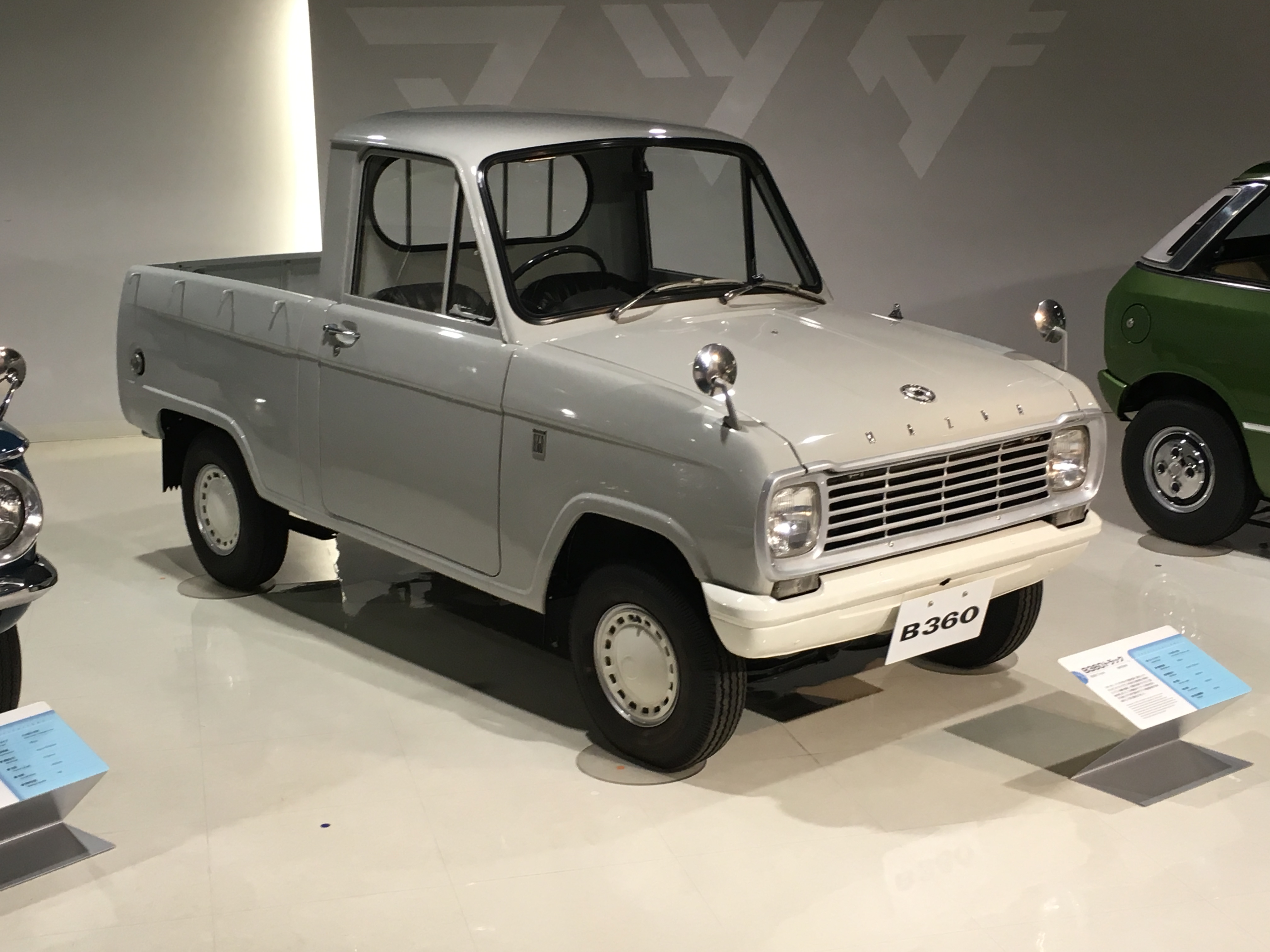